# Tim Owens

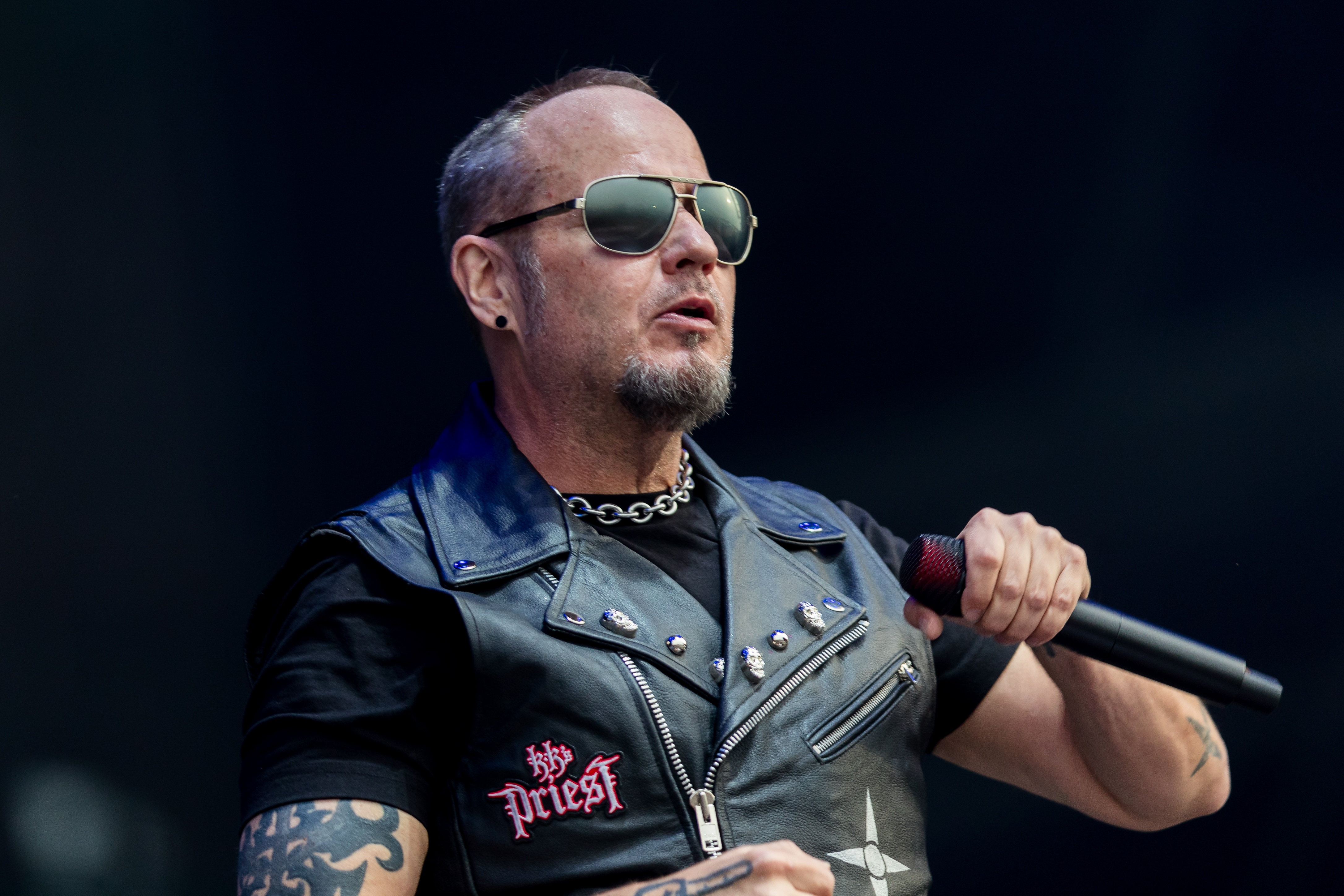
Tim Owens als zanger van KK's Priest

Tim 'Ripper' Owens (Akron (Ohio), 13 september 1967) is een Amerikaans zanger bij heavymetalbands als Iced Earth, Beyond Fear en Judas Priest. Tegenwoordig is hij ook leadvocalist in de band van de Zweedse gitaarvirtuoos Yngwie Malmsteen.
Owens zong bij British Steel, een band die covers speelde van Judas Priest. Hij zong ook bij heavymetalband Winter's Bane. In 1996 werd hij opgemerkt tijdens een van zijn optredens door twee vrienden van Judas Priest drummer Scott Travis. Hij mocht auditie doen en verving als leadzanger de inmiddels vertrokken Rob Halford. Met Judas Priest nam Owens twee studioalbums en twee livealbums op. In 2001 kwam de film Rock Star uit, die losjes is gebaseerd op Owens' carrière.
In 2003 verenigde Judas Priest zich opnieuw met Halford, en Owens verliet de band om leadzanger Matthew Barlow in Iced Earth te vervangen.
Sinds 2005 zingt Owens in zijn eigen groep Beyond Fear, samen met zijn oud-collega Dennis Hayes.
Owens heeft een stem waarmee hij veel verschillende toonhoogten aankan. Hij zong vroeger in het koor van de school. Hij is met het talent geboren om hoog te kunnen zingen en hoge noten aan te kunnen.
Na twee albums met Iced Earth heeft zanger Tim Owens alweer het veld moeten ruimen, want vorige zanger Matt Barlow is weer terug bij de band. Iced Earth bandleider Jon Schaffer zegt dat hij op de afgelopen Europese tournee veel met fans heeft gesproken, en tot de conclusie kwam dat ze Barlow terug wilden.
Tim Owens schijnt nu weer wat met Winters Bane te gaan doen, de band waar hij in zat voordat hij naar Judas Priest ging. Sinds Owens' vertrek uit Iced Earth valt het erg op dat er op zijn website en myspace niets meer doet vermoeden dat hij ooit deel heeft uitgemaakt van Iced Earth.
Tegenwoordig is Owens samen met Toby Jepson de zanger van de Dio Disciples, de tributeband die ontstaan is na het overlijden van Ronnie James Dio.

## Discografie
- Winter's Bane - Heart of a killer (1993)
- Judas Priest - Jugulator (1997)
- Judas Priest - Live Meltdown (livealbum, 1998)
- Judas Priest - Demolition (2001)
- Judas Priest - Live in London (livealbum en dvd, 2003)
- Judas Priest - Metalogy (4 liedjes)
- Iced Earth - The Glorious Burden (2004)
- Iced Earth - Framing Armageddon (Something Wicked Pt. I) (2007)
- Beyond Fear - Beyond Fear (2006)
- Tim Ripper Owens - Play My Game (2009)
- Charred Walls of the Damned - Charred Walls of the Damned (2010)